# Montgivray

Montgivray este o comună în departamentul Indre, Franța. În 1 ianuarie 2022 avea o populație de 1.557 de locuitori.